# 滝口入道
『滝口入道』（たきぐちにゅうどう）は、高山樗牛の、『読売新聞』1894年4月16日-5月30日に連載された小説。樗牛にとって処女作であり代表作であり、また唯一の小説である。

## 発表までの経緯
- 1893年、樗牛23歳のときに東京帝国大学文科大学哲学科に入学。その年の11月、「読売新聞」が1等賞100円、2等賞に金時計1個を賞品とした歴史小説を募集した。このときの審査員は尾崎紅葉、依田学海、高田半峯、坪内逍遥らだった。また、入選作品は読売新聞本誌で連載することが決められていた。
- 応募規則では、応募者は匿名で、入選した際に氏名と住所を通知することになっていた。また掲載時も本人の希望があれば名をふせることができた。
- 樗牛は、『平家物語』にある斎藤時頼（滝口入道）と横笛の悲恋を題材に小説を書き、応募規則にならい匿名で応募した。
- 1894年4月に結果発表された。応募作品は小説16編、脚本6編だったが、1等賞に該当する作品がなく、樗牛が匿名で応募した『滝口入道』が2等賞に当選し、33回にわたって連載されることになった。

## あらすじ
時は平家全盛の時代。時の権力者平清盛は、わが世の春を謳歌していた。ある日清盛は、西八条殿で花見の宴を催した。ここに平重盛（清盛の息子）の部下で滝口武者の斎藤時頼もこれに参加していた。このとき宴の余興として、建礼門院（重盛の妹）に仕えていた横笛が舞を披露した。それを見た時頼は横笛の美しさ、舞の見事さに一目惚れしてしまった。
その夜から横笛のことが忘れられない時頼は、恋しい自分の気持ちを横笛に伝えるべく、文を送ることにした。数多の男たちから求愛される横笛であったが、無骨ながら愛情溢れる時頼の文に心奪われ、愛を受け入れることに。しかし、時頼の父はこの身分違いの恋愛を許さなかった。傷ついた時頼は、横笛には伝えずに出家することを決意した。嵯峨の往生院に入り滝口入道と名乗り、横笛への未練を断ち切るために仏道修行に入った。

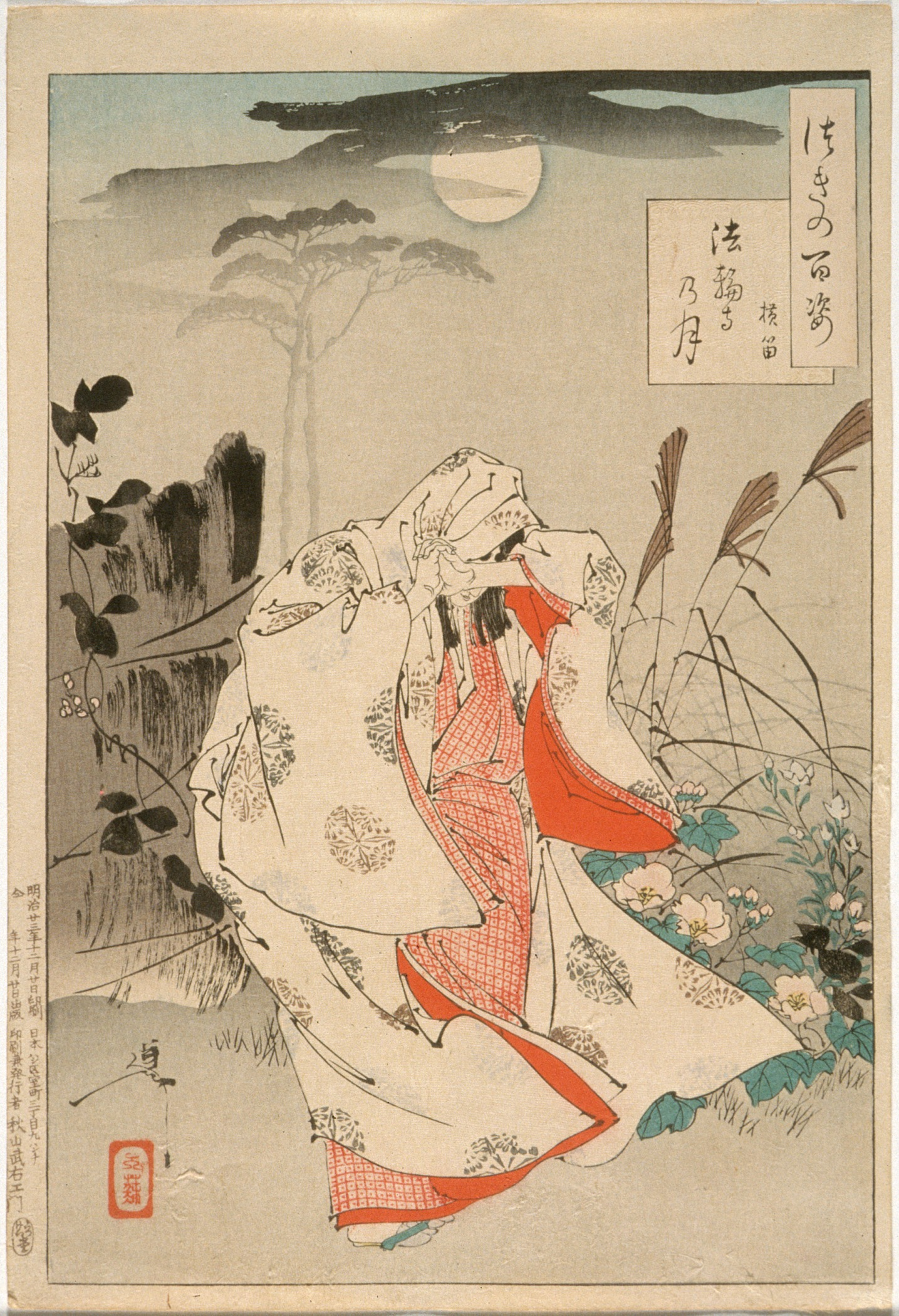
月岡芳年画「つきの百姿-法輪寺乃月 横笛」1890年

これを知った横笛は、時頼を探しにあちこちの寺を尋ね歩く。ある日の夕暮れ、嵯峨の地で、時頼の念誦の声を耳にする。時頼に会いたい一心の横笛だが、時頼は「会うは修行の妨げなり」と涙しながら帰した。滝口入道は、横笛にこれからも尋ねてこられては修行の妨げとなると、女人禁制の高野山静浄院へ居を移す。それを知った横笛は、悲しみのあまり病に伏せ亡くなった。横笛の死を聞いた滝口入道は、ますます仏道修行に励み、その後高野聖となった。

## 作品の舞台
- 斎藤時頼が横笛との恋愛を反対され、失意の後に出家し仏門修行に励んだ嵯峨の往生院は、現在は滝口寺と呼ばれ、この悲恋を今に伝えている。
- 滝口入道は後に高野山に移り、大円院第8代住職を務めた。

## 映画
1923年、マキノ映画により映画化された。タイトルは『瀧口入道 夢の恋塚』。監督は後藤秋声。

### キャスト
- 斎藤瀧口時頼：阪東妻三郎
- 曹子横笛：環歌子
- 斎藤茂頼：市川幡谷
- 平重盛：片岡市太郎